# Harry Green (cầu thủ bóng đá, sinh năm 1908)
Harry Green (1908 – sau 1936) là một cầu thủ bóng đá người Anh thi đấu ở vị trí outside forward ở Football League cho Oldham Athletic, Leeds United, Bristol City và York City và ở bóng đá non-League cho Mexborough Town và Frickley Colliery.